# سارا پیتر
سارا پیتر (مجاری: Sára Péter؛ زادهٔ ۶ ژوئیهٔ ۲۰۰۲) ژیمناست هنری زن اهل مجارستان است.